# 淚吻
《淚吻》，是日本樂團南方之星1992年發行的第31張單曲。

## 概要
《淚吻》為南方之星首次銷售破百萬的單曲作品，發行後曾連續蟬聯七週的單曲排行榜首位。與同日發行的另一單曲《SHULABA-LA-BAMBA》曾同時佔領單曲銷售榜的第1、2名，在日本唱片市場是繼藤圭子與松田聖子後第3次出現的記錄；這張單曲同時也被TBS電視台的戲劇《一直都愛你》作為主題曲使用。
南方之星團員關口和之在此作品錄製時因病休養中，而邀請另一名女貝斯手美久月見晴暫時頂替關口和之的位置。
事後桑田佳祐在自己的廣播節目上透露，此單曲曾被提議取名為「毛」。

## 收錄歌曲
1.淚吻
※作詞・作曲：桑田佳祐　編曲：南方之星&小林武史
2.Holiday～出自於驚悚「魔之假日」
※作詞・作曲：桑田佳祐　編曲：南方之星&小林武史

## 演奏成員
- 桑田佳祐：主唱、吉它（曲1、2）
- 大森隆志：吉它（曲1、2）
- 原由子：電子琴、合唱（曲1、2）
- 松田弘：鼓（曲1、2）
- 野澤秀行：打擊樂器（曲1、2）
- 小林武史：電子琴（曲1、2）
- 角谷仁宣：電子音樂合成器（曲1、2）
- 美久月千晴：貝斯（曲1）
- 小倉博和：電吉它（曲1）

## 收錄專輯
首張收錄專輯
- 《讓世界花團錦簇》（1998年）

精選專輯收錄
- 《HAPPY！》（1995年）
- 《海之Yeah！！》（1998年）
- 《BALLAD 3 ～the album of LOVE～》（2000年）

## 翻唱者
日語歌手
- 放浪兄弟團員佐藤篤志
- 中西保志：收錄於2007年專輯《STANDARDS2》

華語歌手
- 許志安：翻唱粤語版名「喜歡妳是妳」，收錄於1993年同名專輯。
- 孫耀威：翻唱國語版名「認識你真好」，收錄於1993年同名專輯。
- 長田：翻唱國語版名「這樣的心情」，收錄於《年輕的心》1993年專輯。
- 田希仁：翻唱國語版名「何不對我說明白」，收錄於《忘了我很容易嗎》1993年專輯。
- 陳顯政：翻唱國語版名「愛過每一天」，收錄於四大天王1998年專輯《甜蜜蜜》。

英語歌手
- 前老鷹合唱團團員提摩西·許密特：英語翻唱曲名為「Can't Put The Fire Out In Me」；收錄於專輯《All of Mid-Summer Blossoms》。

## 外部連結
- （日語）南方之星官方網站單曲介紹：《淚吻》 （页面存档备份，存于）